# Ptinus albomaculatus
Ptinus albomaculatus là một loài bọ cánh cứng trong họ Ptinidae. Loài này được Macleay miêu tả khoa học năm 1872.